# کافه امید
کافه امید (به انگلیسی: The Tender Bar) یک فیلم کمدی-درام-بلوغ آمریکایی محصول سال ۲۰۲۱ به کارگردانی جرج کلونی بر اساس فیلمنامه‌ای از ویلیام موناهان است. این فیلم که از خاطرات سال ۲۰۰۵ به همین نام توسط جی آر مورینگر اقتباس شده‌است، زندگی مورینگر را در حال بزرگ شدن در لانگ آیلند بازگو می‌کند. بن افلک، تای شریدان، دانیل رانیری، لی‌لی ریب و کریستوفر لوید در این فیلم ایفای نقش می‌کنند. این آخرین حضور فیلم سوندرا جیمز قبل از مرگ او در سپتامبر ۲۰۲۱ بود.
یک انتشار محدود در ۱۷ دسامبر ۲۰۲۱ توسط آمازون استودیوز منتشر شد. سپس در ۲۲ دسامبر، پیش از پخش جریانی آن در پرایم ویدئو در ۷ ژانویه ۲۰۲۲، به طور گسترده منتشر شد. این فیلم نقدهای متفاوتی دریافت کرد، اگرچه افلک برای بازی خود نامزد جوایز گلدن گلوب و انجمن بازیگران سینما شد.

## داستان
در سال ۱۹۷۲، جی آر مگوایر ۹ ساله به خانه ویران‌شدهٔ پدربزرگش در لانگ آیلند، نیویورک نقل مکان می‌کند و در جستجوی شخصیت پدری، تحت سرپرستی غیرمتعارف دایی اش چارلی قرار می‌گیرد، یک بارتندر کاریزماتیک و خودآموخته که او را با در کافه آشنا می‌کند. با گذشت سال‌ها و بزرگ شدن جی آر به یک مرد جوان، او سعی می‌کند رؤیای خود را برای نویسنده‌شدن برآورده کند.

## بازیگران
- بن افلک در نقش چارلی مگوایر
- تای شریدان در نقش جی آر مگوایر
- دانیل رانیری در نقش جی آر جوان
- ران لیوینگستون در نقش جی آر آینده
- لی‌لی ریب در نقش دوروتی مگوایر
- کریستوفر لوید در نقش پدربزرگ مگوایر
- مکس مارتینی در نقش «صدا»
- سوندرا جیمز در نقش مادربزرگ مگوایر
- مایکل براون در نقش بوبو
- متیو دیلامتر در نقش جوی دی
- مکس کاسلا به عنوان رئیس
- رنزی فلیز در نقش وسلی
- ایوان لیونگ در نقش جیمی
- برایانا میدلتون در نقش سیدنی

## فیلمبرداری
فیلم‌برداری اصلی که در مکان‌های مختلف شرقی ماساچوست انجام شد، در ۲۲ فوریه ۲۰۲۱ آغاز شد و انتظار می‌رفت در اواسط آوریل سال ۲۰۲۱ به پایان برسد.